# Antoni Nicolau
Antoni Nicolau (født 8. juni 1858 i Barcelona, Spanien, død 26. februar 1933) var en spansk komponist og dirigent. professor, rektor og lærer.
Nicolau studerede komposition hos Juan Bautista Pujol. Han har skrevet en symfoni, orkesterværker, symfoniske digtninge, operaer, vokalmusik og korværker, sidstnævnte som han er mest kendt for. Nicolau var professor og underviste i komposition på Conservatorio Superior de Música del Liceo. Han var en af de betydningsfulde komponister som koncentrerede sig om den Catalanske musik i Spanien.

## Udvalgte værker
- Symfoni "Athalia" - for orkester
- Stormen - opera